# Royal, Uppsala

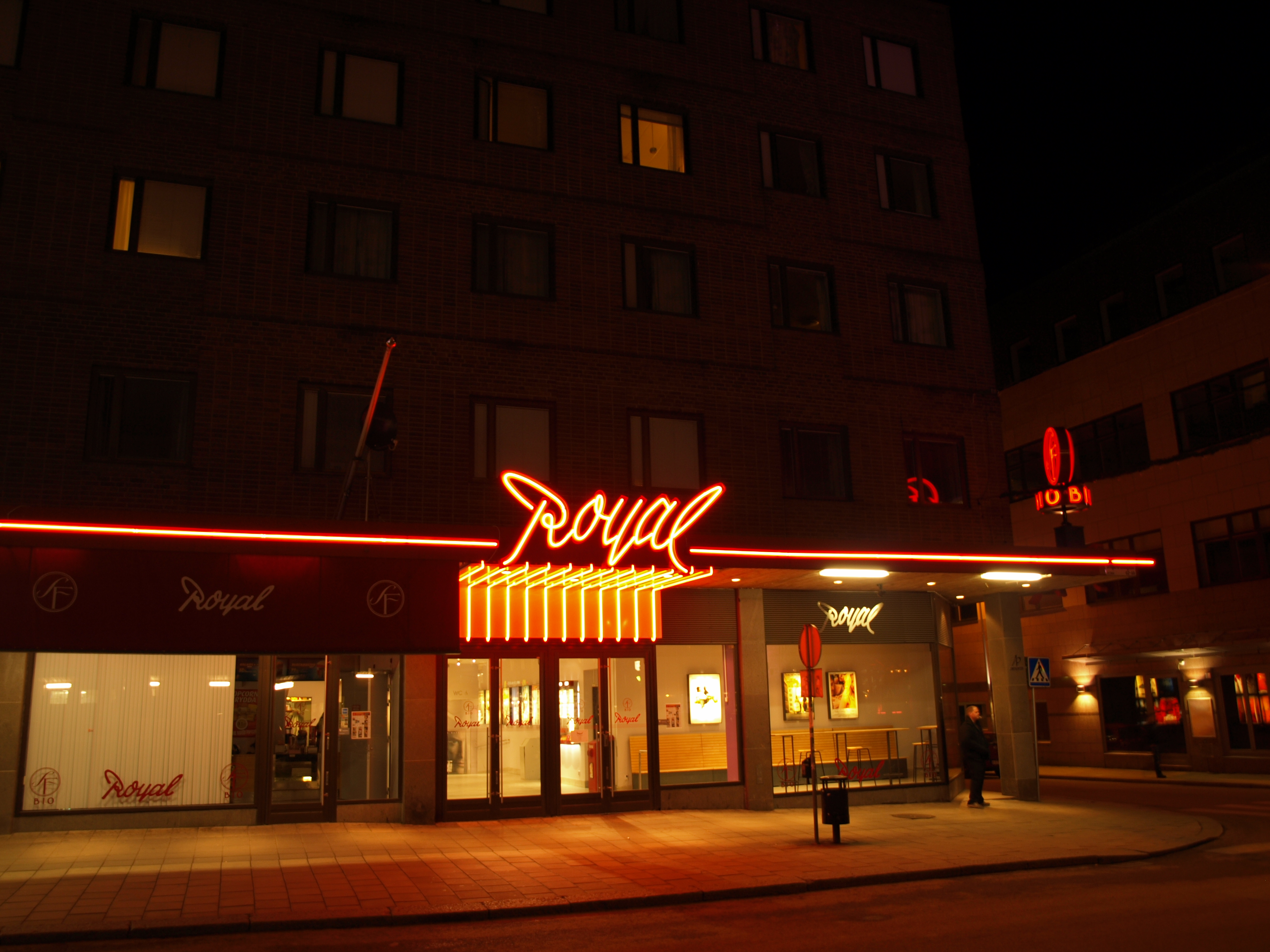
Biograf Royal, november 2008.

Royal är en biograf på Dragarbrunnsgatan i Uppsala. Salongerna tar mellan 51 och 203 personer.
Biografen drabbades av turbulensen i ägarstrukturen för biografbranschen som inleddes år 2004. Den ägs sedan 2008 av Filmstaden AB, men tillhörde innan dess SF Partner från 2006 och Astoria Cinemas från 2005. Från invigningen 13 oktober 1973 ägdes den av Sandrews, och hette då Sandrew 1 2 3. Efter ombyggnaden 1998 bytte den namn till Royal.
Numera finns fem salonger, varav samtliga har digital projektion och klarar Dolby Surround 7.1.